# Temperatura de bulbo úmido
A temperatura de bulbo úmido é um tipo de medida de temperatura, lida por um termômetro coberto com um pano embebido em água (termômetro de bulbo úmido) sobre o qual o ar é passado, que reflete as propriedades físicas de um sistema constituído pela evaporação da água no ar. Com 100% de umidade relativa, a temperatura do bulbo úmido é igual à temperatura do ar (temperatura do bulbo seco); em umidade mais baixa, a temperatura de bulbo úmido é menor do que a temperatura de bulbo seco por causa do resfriamento evaporativo. Isso acontece pois a evaporação consome calor para acontecer, ocasionando resfriamento, pois, como as moléculas de maior energia escapam (evaporam) e as que ficam têm menor energia cinética média, a temperatura do líquido diminui. Este fenômeno também é chamado de resfriamento evaporativo. Um exemplo para tal fenômeno é a transpiração (suor). A evaporação promove resfriamento porque consome calor sensível e o transforma em calor latente, consumindo, no caso da água, cerca de 540 calorias por grama (540 Kilocalorias por quilo) de água que evapora (inversamente, durante a condensação da água, ocorre a recuperação do calor sensível - também 540 calorias por grama).
A temperatura de bulbo úmido é a temperatura mais baixa que pode ser alcançada apenas pela evaporação da água. É a temperatura que se sente quando a pele está molhada e está exposta a movimentação de ar. Ao contrário da temperatura de bulbo seco, a temperatura de bulbo úmido é uma indicação da quantidade de umidade no ar. Quanto menor a umidade relativa do ar, maior o resfriamento. Mesmo as pessoas adaptadas ao calor não podem realizar atividades normais ao ar livre após uma temperatura de bulbo úmido de 32 °C (90 °F), equivalente a um índice de calor de 55 °C (130 °F). O limite teórico para a sobrevivência humana por mais de algumas horas na sombra, mesmo com água ilimitada, é de 35 °C (95 °F) - teoricamente equivalente a um índice de calor de 70 °C (160 °F), embora o calor índice não vai tão alto.
A temperatura de bulbo úmido é medida por um termômetro de bulbo úmido. O termômetro de bulbo úmido tem o bulbo coberto por uma malha porosa (geralmente de algodão), que fica mergulhada num recipiente contendo água destilada. Esta malha fica constantemente úmida devido ao efeito de capilaridade. A evaporação da água contida na malha envolvente retira calor do bulbo, fazendo com que o termômetro de bulbo úmido indique uma temperatura mais baixa do que a do ar ambiente (medida por um termômetro de bulbo seco). Essa evaporação, e consequentemente a redução na temperatura de bulbo úmido, é tanto maior quanto mais seco está o ar atmosférico e é nula quando a atmosfera está saturada de vapor de água (umidade relativa do ar igual a 100%). 
Exemplo: no dia 4 de fevereiro de 2010, no Rio de Janeiro, a temperatura do ar alcançou 40 ºC, a máxima do ano, por volta das 16h, mas a umidade relativa do ar estava em 27%, e a pressão atmosférica estava em 1009 hPa; consequentemente, a temperatura de bulbo úmido era de apenas 24,4 ºC, sendo esta a temperatura alcançada por uma superfície molhada exposta ao ar, como por exemplo, a pele molhada, naquele dia mais quente do ano.

## Temperaturas de bulbo úmido mais altas registradas
Os locais a seguir registraram temperaturas de bulbo úmido de 34 °C (93° F) ou mais. As estações meteorológicas geralmente ficam em aeroportos, não necessariamente os maiores dissipadores de calor, portanto, outros locais na cidade podem ter experimentado valores mais altos.
| Temperatura (°C) | Cidade/Estado                        | País                   |
| ---------------- | ------------------------------------ | ---------------------- |
| 36.3             | Ras al-Khaimah                       | Emirados Árabes Unidos |
| 36.2             | Jacobabad, Sindh                     | Paquistão              |
| 36               | Mecca                                | Arábia Saudita         |
| 35.8             | Hisar, Haryana                       | Índia                  |
| 35.6             | Yannarie, Western Australia          | Austrália              |
| 35.4             | Villahermosa, Tabasco                | México                 |
| 35.1             | Khyber Pakhtunkhwa                   | Paquistão              |
| 35               | Maracaibo                            | Venezuela              |
| 35               | Matlapa, San Luis Potosi             | México                 |
| 35               | Choix, Sinaloa                       | México                 |
| 34.8             | La Paz, Baja California Sur          | México                 |
| 34.8             | Soto la Marina, Tamaulipas           | México                 |
| 34.7             | Medina                               | Arábia Saudita         |
| 34.7             | Bandar Abbas                         | Irão                   |
| 34.6             | Machilipatnam mandal, Andhra Pradesh | Índia                  |
| 34.5             | Sahadevkhunta, Balasore, Odisha      | Índia                  |
| 34.4             | Bamako                               | Malásia                |
| 34.4             | Chicxulub, Yucatan                   | México                 |
| 34.1             | Rangoon                              | Myanmar                |
| 34               | Ajnala, Punjab                       | Índia                  |
| 34               | Port Hedland, Western Australia      | Austrália              |
| 34               | Empalme, Sonora                      | México                 |
| 34               | Tuxpan, Veracruz                     | México                 |
| 34               | Paysandú Department                  | Uruguai                |